# Kloster Disentis

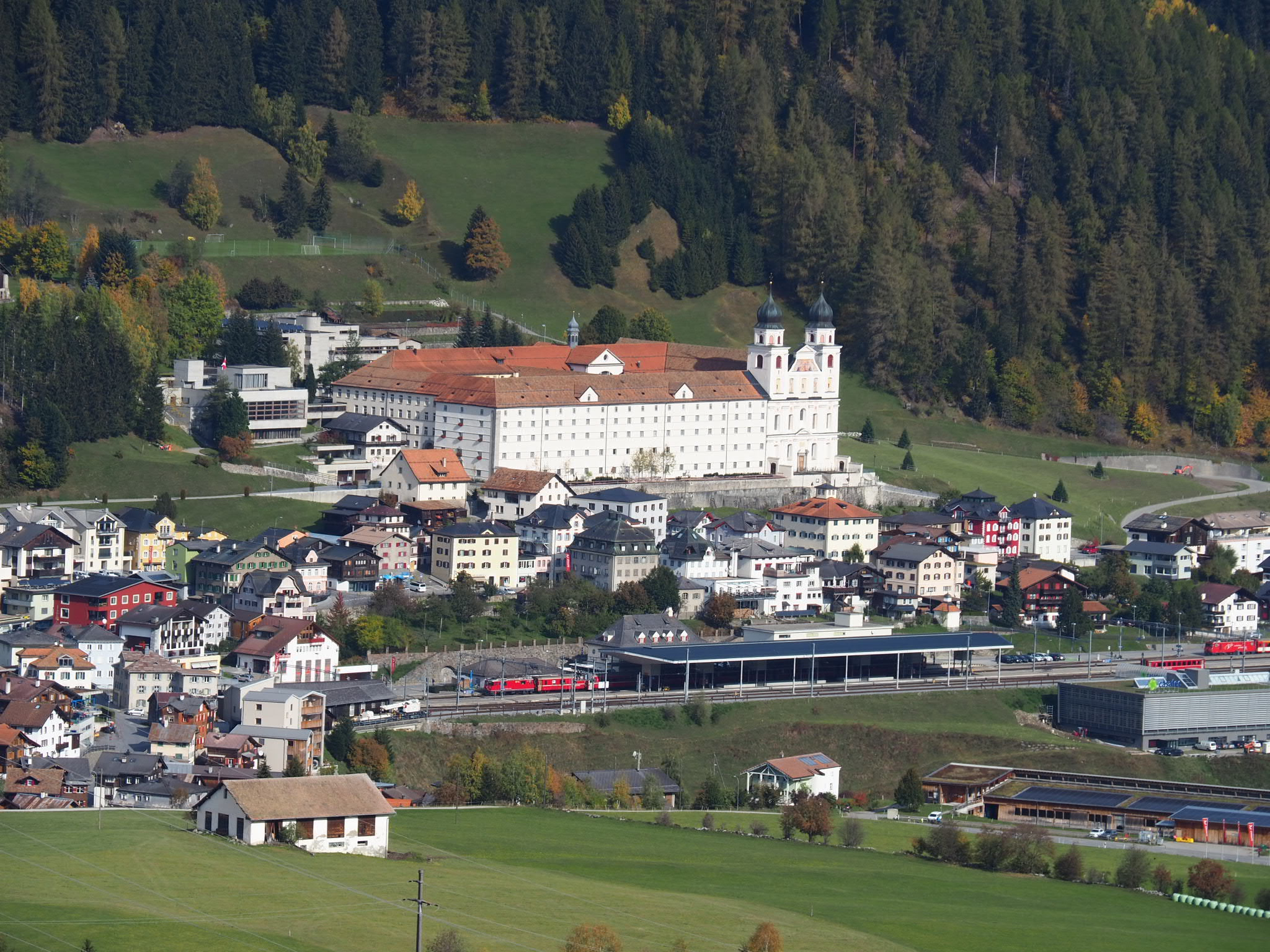
Benediktinerabtei und Bahnhof Disentis (Oktober 2020)

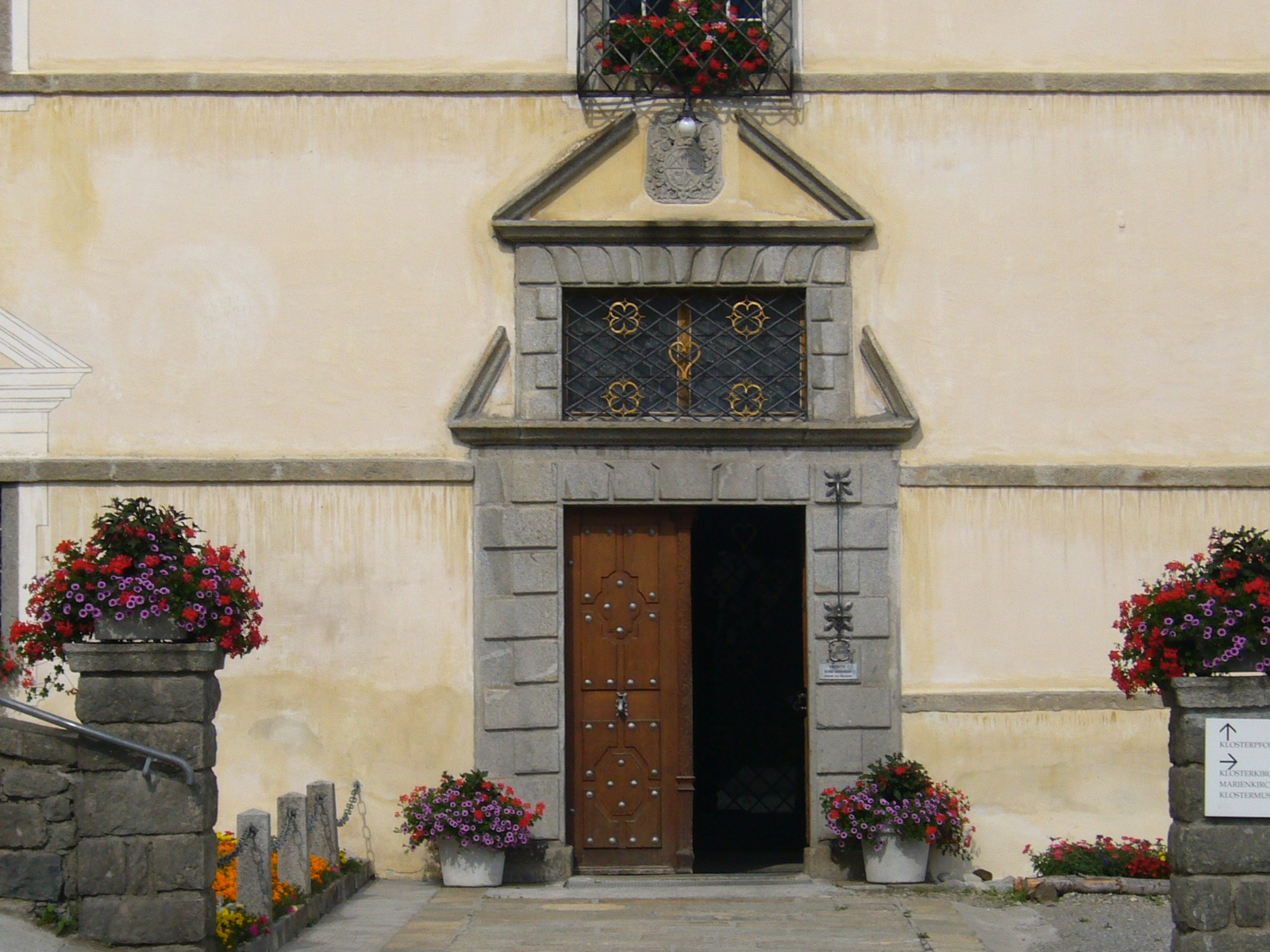
Klosterpforte, vor dem Umbau

Das Kloster Disentis ist eine Benediktinerabtei in Disentis im Kanton Graubünden in der Schweiz. Die Abtei wurde um das Jahr 700 gegründet, trägt den Namen des Heiligen Martin und präsentiert sich heute im baulichen Zustand des späten 17. Jahrhunderts. Die zweitürmige Kirche wurde zwischen 1696 und 1712 im Vorarlberger Barock erbaut und entspricht dem Vorarlberger Münsterschema. Kloster Disentis gehört der Schweizerischen Benediktinerkongregation an.
Das Museum im Nordflügel des Konventsgebäudes zeigt eine kunst- und kulturhistorische Sammlung aus dem Mittelalter. Dank seines Gymnasiums ist das Kloster noch heute eine wichtige Bildungsstätte der Region.

## Geschichte

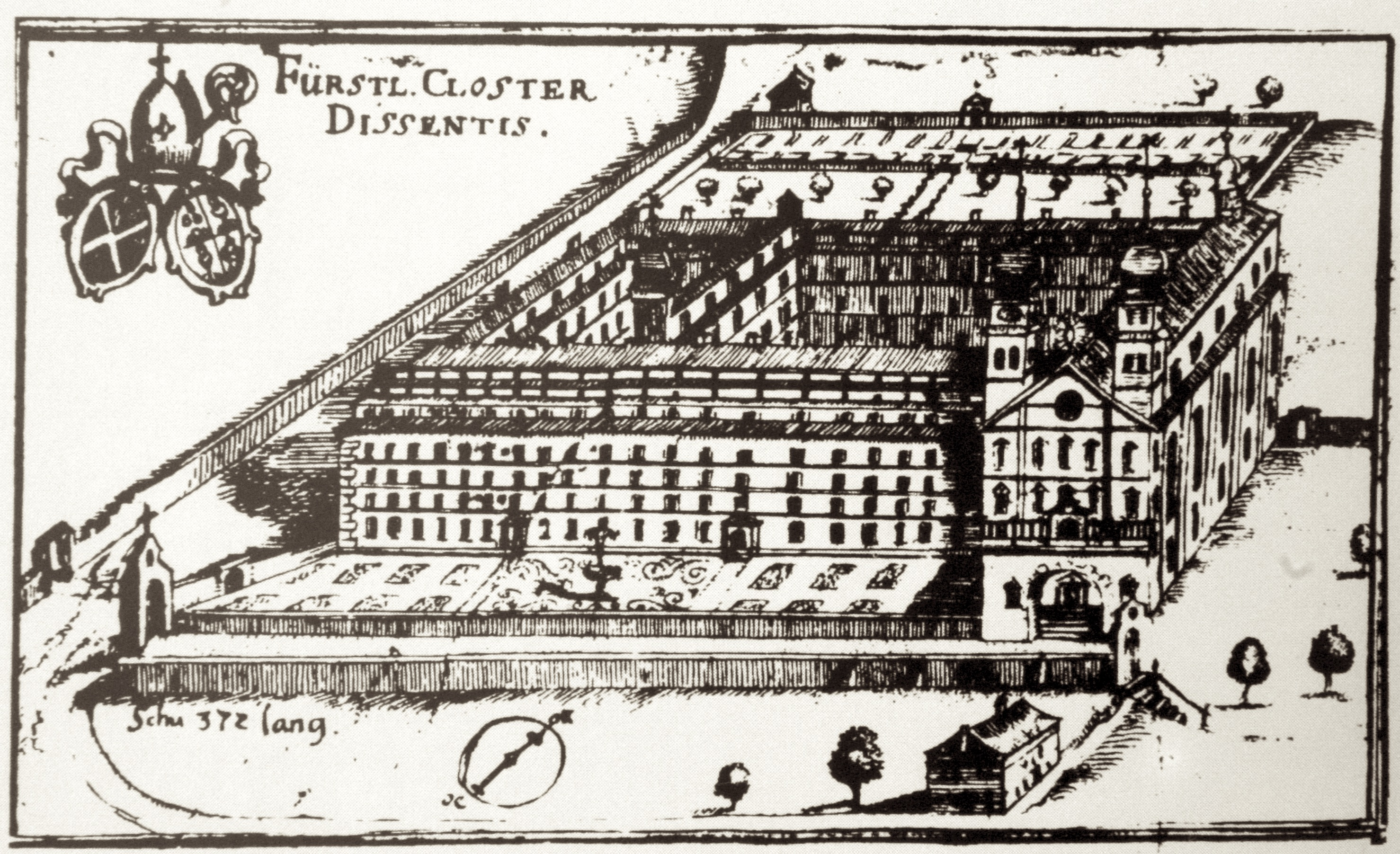
Fürstl. Closter Dissentis 1698

Es lässt sich nicht mehr eindeutig datieren, wann sich der fränkische Mönch Sigisbert in der «Desertina» niederliess. Ihm schloss sich der Rätier Placidus an, ein mächtiger Besitzer der Region. Da aber der Landesherr, Präses Victor in Chur, die bisher bewahrte Sonderstellung Churrätiens gefährdet sah, liess er Placidus ermorden. Die Überlieferung stilisierte den Mord zu einer Enthauptung und nannte in der Folge Placidus einen Märtyrer und Sigisbert einen Bekenner (Cephalophoren-Legende). Spätestens im Jahre 700 entstand um ihr Grab ein Kloster, geleitet von Abt Ursicin. Die Mönche übernahmen die Regel des heiligen Benedikt.
765 wird das Kloster im Testament des Churer Bischofs Tello zum ersten Mal urkundlich erwähnt. 940 zerstörten Sarazenen das Kloster. Als Hüterin des Lukmanierpasses wurde Disentis für die kaiserlichen Interessen in Italien bedeutsam. Otto I. und Friedrich I. Barbarossa begingen den Pass auf ihrem Weg in den Süden. In dieser Zeit entstand der Klosterstaat, der eine Grösse von 720 km² erreichte.
1020 übertrug Kaiser Heinrich II. die Abtei der bischöflichen Kirche Brixen. Die Brixner Oberherrschaft blieb jedoch umstritten und endete mit der Wiederherstellung der klösterlichen Immunität im Jahr 1074.
1395 war der Fürstabt von Disentis Mitbegründer des Grauen Bundes. In der Reformationszeit geriet das Kloster an den Rand seiner Existenz. Allmählich gelang die religiöse und geistige Erneuerung, die ihren markanten Ausdruck im barocken Klostergebäude fand.
Während des Zweiten Koalitionskrieges im Frühjahr 1799 plünderten französische Truppen das Kloster. Am 1. Mai 1799 kam es zu einem Aufstand der Einheimischen gegen die französische Armee. Als Reaktion wurden am 6. Mai Abtei und Dorf in Brand gesteckt. Nachdem die Abtei bereits ihre Besitzungen im Veltlin verloren hatte, blieben ihr nur «Schutt und Schulden». Der Wiederaufbau ging nur langsam voran und wurde durch einen erneuten Brand 1846 behindert. Der Kanton Graubünden stellte das verarmte Kloster zudem unter Staatskontrolle: Das kantonale Klostergesetz von 1861 verhinderte weitgehend die Novizenaufnahme und das schon vorher stark verarmte Kloster Disentis drohte dadurch vollends unterzugehen.
Zu einem Umdenken kam es 1880 nach einem Stimmungsumschwung im Volk und in der Regierung. Treibende Kräfte dahinter waren der Disentiser Redaktor Placi Condrau, der junge Trunser Politiker Caspar Decurtins und der Maienfelder Theophil von Sprecher. Mit Hilfe der Schweizer Benediktinerkongregation, vor allem durch die Abtei Muri-Gries, wurde das Kloster vor dem Aussterben bewahrt und erfuhr im 20. Jahrhundert eine neue Blüte.
Wie 1814 und 1914 beging das Kloster Disentis auch 2014 ein Jubiläumsfest, unter dem Titel Stabilitas in progressu («Stabilität im Fortschritt»).
Das Fest der Disentiser Gründungsheiligen Placidus und Sigisbert ist der 11. Juli. Es wird jährlich am vorausgehenden Sonntag als St. Placi (Hochfest Sogn Placi) gefeiert. Dazu findet ein Pontifikalamt mit anschliessender Prozession unter Beteiligung vieler Traditionsgruppen und Vereinen statt.

## Baugeschichte
Erhalten sind die Grundmauern der vorkarolingischen Marienkirche und der ersten Martinskirche um 720. Bedeutsam sind die Fragmente der bemalten Stuck-Ausstattung. In der heutigen Marienkirche stammen die Apsiden aus dem Ende des 10. Jahrhunderts. Die barocke Klosteranlage wurde zwischen 1683 und 1704 errichtet. Als Architekt gilt Bruder Caspar Moosbrugger (1656–1721) aus Einsiedeln. 1712 wurde die Kirche geweiht. Nach den verheerenden Bränden von 1799 und 1846 wurde das Konventgebäude verändert und um ein Stockwerk erhöht. 1895–1899 wurde nach Plänen von August Hardegger die Marienkirche erbaut (heute Bibliothek und Museum). 1937–1940 wurde mit dem Internatsbau von Walther Sulser das schon im barocken Bauplan vorgesehene Rechteck vollendet. 1969–1973 erbauten Hermann und Hans Peter Baur das nahe Schulgebäude. Werner Schmidt machte im Bereich der Studiensäle des Gymnasiums 1994 wesentliche Eingriffe und gestaltete 1999 das sog. «Oberhaus» (Knabeninternat). 2005 wurde das sog. «Unterhaus» (Mädcheninternat) von Gion A. Caminada in Betrieb genommen. Zusammen mit den weiteren Neubauten von Caminada auf Salaplauna (Klosterhof, Senneria), zeichnete der Schweizerische Ingenieur- und Architektenverein (SIA) das Gesamtprojekt des Benediktinerklosters Disentis mit dem Preis umsicht regards sguardi 11 aus. Juryfazit: «Das umsichtige Besinnen und das Beharren des Klosters auf dem eigenen Profil sowie die Achtung der Besonderheiten des Örtlichen und Regionalen in der Umsetzung beeindrucken als mutiger, zukunftsoffener Prozess. Da der lebenswichtige Tourismus untrennbar mit Tradition und Kultur der Bewirtschaftung des Landschaftsraums verknüpft ist, bietet die Arbeit Denkanstösse, die über den Ort und die Region hinausstrahlen.»
Zum Kloster Disentis gehört die 1989 von Peter Zumthor erbaute Caplutta Sogn Benedetg in Sumvitg.

## Inneres der Klosterkirche

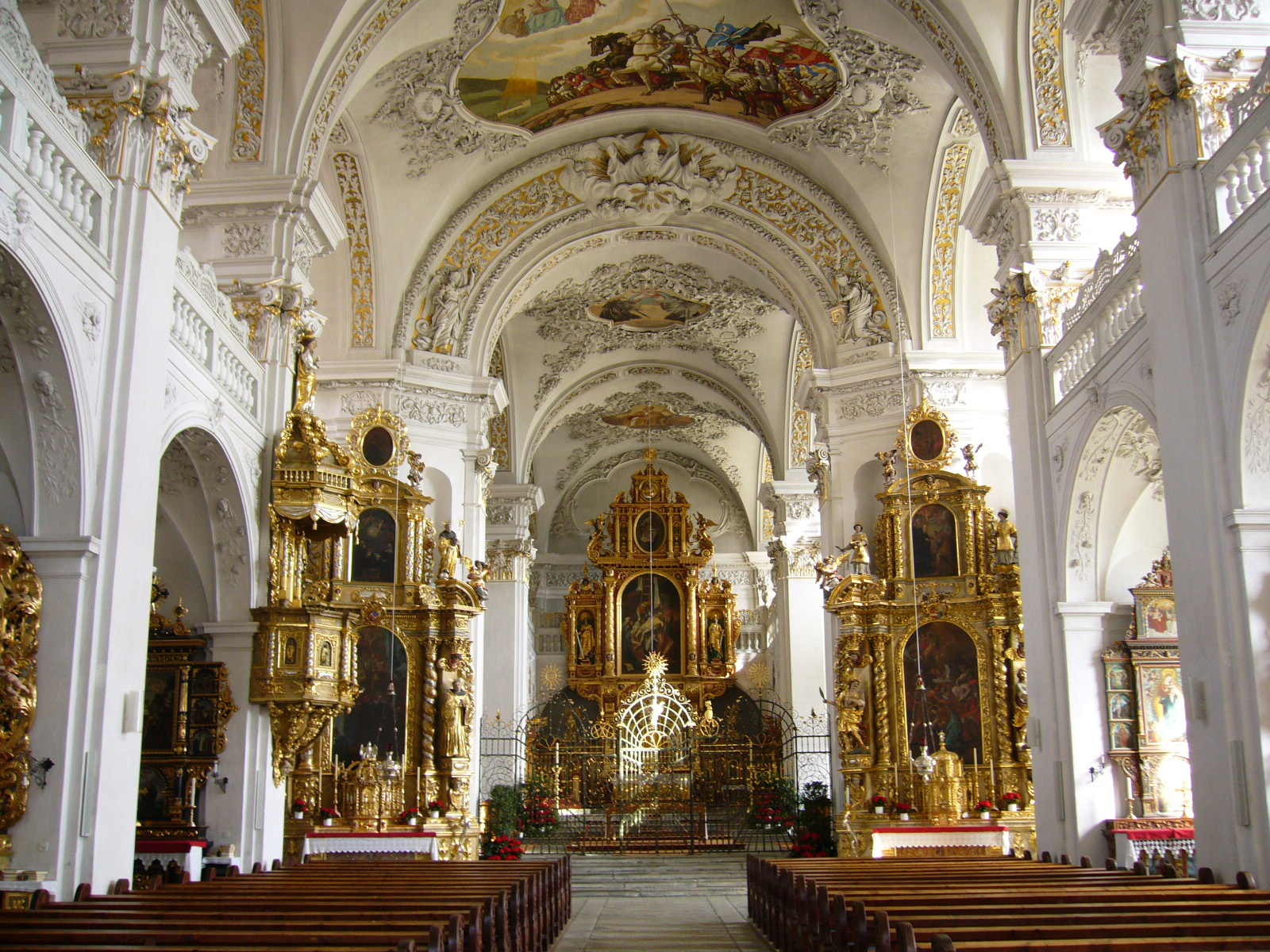
Innenansicht der Klosterkirche

Die Ausrichtung nach Norden verleiht dem Raum eine «Theaterbeleuchtung» von Sonnenaufgang bis zum Abend. Dabei bleiben die Fenster für den in die Kirche tretenden und nach vorn blickenden Besucher durch die Pfeiler verdeckt, die sich wie Kulissen seitlich hereinschieben.
Die Gemälde am Kirchengewölbe sind ein Werk von Fritz Kunz (1868–1947). Er gehörte in der ersten Hälfte des 20. Jahrhunderts zu den geachteten Vertretern einer neueren religiösen Malerei.
Der Hochaltar stammt aus Deggendorf und wurde von Melchior Stadler geschaffen. Der Altar gelangte 1885 nach Disentis als Ersatz für den 1799 zerstörten alten Hauptaltar von Johann Ritz von Selingen (1666–1729). Von ihm erhalten geblieben ist der Placidusaltar, rechts vom Choreingang und der Benediktsaltar, links des Choreingangs. In der Kirche stehen weitere sechs Altäre. Das Chorgitter ist ein Werk von Bruder Joseph Bäz († 1737). Die Kanzel wurde von Bruder Petrus Soler von Schluein 1717 geschaffen.
Im Refektorium 6 Kabinettscheiben und zahlreiche Profanscheiben (1946–1952) von Giuseppe Scartezzini. 

### Orgel

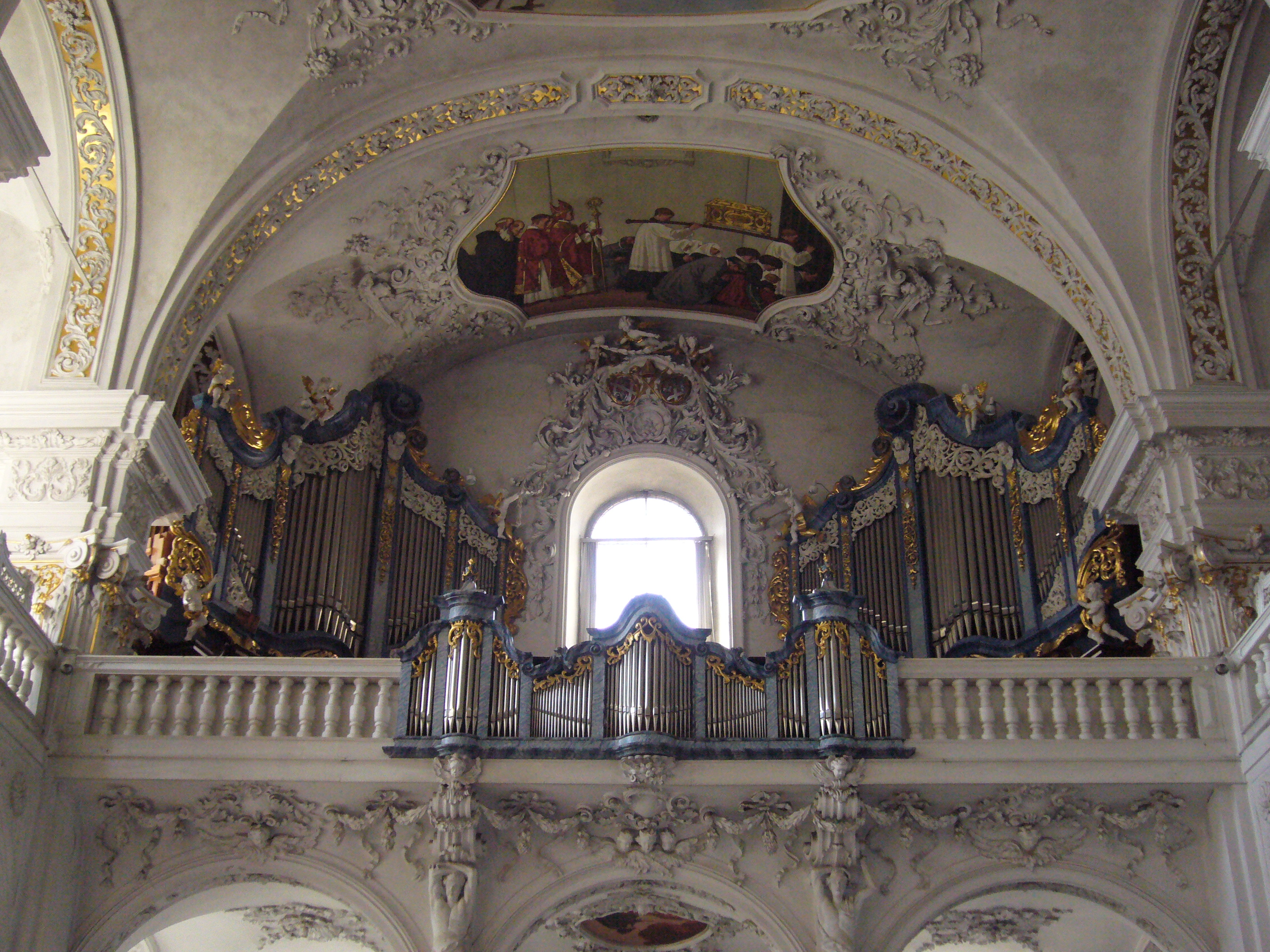
Blick auf die Orgel

Die Orgel wurde 1933/1934 von der Orgelbaufirma Gattringer (Rorschach) erbaut. 1955 wurde die Disposition um 9 Register der Firma Goll ergänzt, 1960 baute Orgelbau Mathis (Näfels) das Rückpositiv. 2020 wurde die Orgel durch Orgelbau Kuhn restauriert; sie hat nun 65 klingende Register mit 4173 Pfeifen.
| I Hauptwerk C–g3 |               |        |     |
| 01.              | Prinzipal     | 16′    | (K) |
| 02.              | Prinzipal 0   | 08′    |     |
| 03.              | Flauto dolce  | 08′    |     |
| 04.              | Gedeckt       | 08′    |     |
| 05.              | Spitzgambe    | 08′    |     |
| 06.              | Oktave        | 04′    |     |
| 07.              | Gemshorn      | 04′    |     |
| 08.              | Hohlnasat     | 02 ⁄3′ |     |
| 09.              | Superoktave 0 | 02′    |     |
| 10.              | Mixtur VI     | 02′    |     |
| 11.              | Dulzian       | 16′    |     |
| 12.              | Trompete      | 08′    |     |

| II Schwellwerk 1 C–g3 |                         |        |     |
| 13.                   | Italienisch Prinzipal 0 | 08′    |     |
| 14.                   | Spitzflöte              | 08′    |     |
| 15.                   | Salizional              | 08′    |     |
| 16.                   | Principal               | 04′    |     |
| 17.                   | Rohrflöte               | 04′    |     |
| 18.                   | Quintflöte              | 02 ⁄3′ |     |
| 19.                   | Principal               | 02′    | (G) |
| 20.                   | Waldflöte               | 02′    |     |
| 21.                   | Larigot                 | 01 ⁄3′ | (G) |
| 22.                   | Siffflöte               | 01′    | (G) |
| 23.                   | Scharf IV               | 01′    | (G) |
| 24.                   | Krummhorn               | 08′    |     |
| 25.                   | Schalmei                | 04′    |     |
|                       | Tremolo                 |        |     |

| III Schwellwerk 2 C–g3 |                      |         |     |
| 26.                    | Bourdon              | 16′     |     |
| 27.                    | Prinzipal            | 08′     |     |
| 28.                    | Flötengedeckt        | 08′     |     |
| 29.                    | Zartgeige            | 08′     |     |
| 30.                    | Vox coelestis        | 08′     |     |
| 31.                    | Harfenprinzipal      | 04′     |     |
| 32.                    | Traversflöte         | 04′     |     |
| 33.                    | Rohrnasat            | 02 ⁄3′  |     |
| 34.                    | Blockflöte           | 02′     |     |
| 35.                    | Terzflöte            | 01 3⁄5′ |     |
| 36.                    | Mixtur IV            | 01 ⁄3′  | (G) |
| 37.                    | Quintzimbel IV       | 02⁄3′   |     |
| 38.                    | Rankett              | 16′     |     |
| 39.                    | Trompette harmonique | 08′     |     |
| 40.                    | Oboe                 | 08′     |     |
| 41.                    | Clairon              | 04′     | (G) |
|                        | Tremolo              |         |     |

| IV Rückpositiv C–g3 |              |        |     |
| 42.                 | Bleigedackt  | 08′    | (M) |
| 43.                 | Quintatön    | 08′    | (M) |
| 44.                 | Praestant    | 04′    | (M) |
| 45.                 | Spitzflöte   | 04′    | (M) |
| 46.                 | Schwiegel    | 02′    | (M) |
| 47.                 | Octävlein    | 01′    | (M) |
| 48.                 | Zimbel III 0 | 01⁄2′0 | (M) |
| 49.                 | Holzregal    | 08′    | (M) |
|                     | Tremolo      |        | (M) |

| Pedalwerk C–f1 |                 |         |     |
| 50.            | Untersatz       | 32′     | (K) |
| 51.            | Prinzipalbass 0 | 16′     |     |
| 52.            | Subbass         | 16′     |     |
| 53.            | Echobass        | 16′     |     |
| 54.            | Quintbass       | 10 2⁄3′ |     |

| (Fortsetzung Pedal) |               |     |     |
| 55.                 | Oktave        | 08′ |     |
| 56.                 | Violon        | 08′ | (K) |
| 57.                 | Zartgedeckt   | 08′ |     |
| 58.                 | Gedacktpommer | 08′ |     |
| 59.                 | Choralbass    | 04′ | (G) |
| 60.                 | Bassflöte     | 04′ |     |
| 61.                 | Octav         | 02′ | (G) |
| 62.                 | Mixtur V      | 04′ | (G) |

| (Fortsetzung Pedal) |           |     |
| 63.                 | Posaune 0 | 16′ |
| 64.                 | Regal     | 16′ |
| 65.                 | Fagott    | 08′ |
| 66.                 | Clairon   | 04′ |

- Anmerkungen:

(K) = neues Register von Kuhn (2020)
(G) = Register von Goll (1955)
(M) = Register von Mathis (1960)
Nicht gekennzeichnete Register sind Originalregister von Gattringer (1934)

## Gymnasium und Internat Kloster Disentis
Die Klosterschule von Disentis wurde erstmals 1285 mit dem Hinweis auf den Unterricht der Sieben Freien Künste dokumentarisch erwähnt. Der Historiker und damalige Rektor, Pater Urban, schrieb 1996, die ganze Klostergeschichte überblickend: «Das Kloster Disentis ist ohne Schule kaum vorstellbar.» Sehr viele Mönche sind, wie in Klosterschulen üblich, aus den Reihen der Schüler hervorgegangen. Das Schultheater war ab 1657 über Jahrhunderte hinweg eine bedeutende Kulturinstitution; Schüler führten Stücke in lateinischer, rätoromanischer, deutscher und italienischer Sprache auf.
Im 19. Jahrhundert wurde die Schule ein Gymnasium, seit 1936 können Maturitätsprüfungen abgelegt werden. Seit Mitte der 1970er Jahre werden auch Mädchen aufgenommen. Am Gymnasium & Internat Kloster Disentis werden heute rund 160 Schülerinnen und Schüler unterrichtet. Rund ein Drittel davon lebt im Internat. 2008 wurde die Physikerin Geneviève Appenzeller-Combe zur Rektorin gewählt; 2017 übernahm Roman Walker das Rektorat, 2019 Tom Etter.

## Äbte
Dem Kloster Disentis haben seit seiner Gründung um die 66 Äbte vorgestanden.
- Beda Hophan: 1925–1963.[7] Lebensdaten: 1875–1964[8]
- Viktor Schönbächler: 1963–1988. Wahlspruch: In omnibus caritatis. Lebensdaten: * 8. März 1913; † 18. Jan. 1996[9]
- Pankraz Winiker: 1988–2000; Abtpräses der schweizerischen Benediktinerkongregation 1991–1997. Wahlspruch: Pax et gaudium. Lebensdaten: * 16. Dezember 1925; † 25. Oktober 2013[10]
- Daniel Schönbächler: 18. Dezember 2000 bis 18. April 2012. Wahlspruch: Unitas in diversitate. Lebensdaten: * 31. März 1942[11]; † 14. August 2023
- Vigeli Monn: seit 19. April 2012.[12] Wahlspruch: Duc in altum. Lebensdaten: * 13. April 1965[13]